# Памятник В. И. Ленину (Севастополь)
Памятник В. И. Ленину в Севастополе расположен на Центральном холме в Ленинском районе на площади Ленина.
Памятник был изготовлен по решению Совета министров СССР от 10 июля 1952 № 17453. Его скульптором выступил Павел Бондаренко, а архитекторами — Георгий Щуко и Сергей Турковский. Открытие памятника состоялось 2 ноября 1957 года и было приурочено к 40-летию Октябрьской революции.
Монумент установлен в точке, которая хорошо видна с разных уголков города и с рейдов. Его общая высота составляет 20,7 метра, при этом высота самого бронзового памятника Ленина — 7,5 метра. По углам монумента установлены бронзовые фигуры рабочего, солдата, крестьянина и матроса (высота каждого — 2,8 метра).
Севастопольский памятник Ленину входит в число 10 самых высоких монументов в мире, посвящённых Владимиру Ильичу.
Имеет статус памятника регионального значения. По состоянию на 2008 год в Севастополе имелось 10 различных памятников Ленину.